# Eria cootesii
Eria cootesii är en orkidéart som beskrevs av David P. Banks. Eria cootesii ingår i släktet Eria och familjen orkidéer.
Artens utbredningsområde är Filippinerna. Inga underarter finns listade i Catalogue of Life.